# David Stern (chef d'orchestre)
 (juin 2016).
Pour les articles homonymes, voir Stern et David Stern (homonymie).
David Stern est un chef d'orchestre américain, né le 21 mai 1963 à New York. Il est le fils du violoniste Isaac Stern.

## Biographie

### Débuts
Repéré par Stéphane Lissner lorsqu'il assistait John Eliot Gardiner au Théâtre du Châtelet, il fonde l'Académie du Festival d'Aix à sa demande en 1998. Il dirige alors les premières productions, en collaboration avec Stéphane Braunschweig et Yoshi Oida.

### Direction d'orchestre
Il interprète des œuvres à la lisière des styles, telles que les opéras de Johann Christian Bach, Giovanni Simone Mayr, Georg Philip Telemann ainsi que le répertoire symphonique (Brahms, Mendelssohn, Berg, Roussel, Dutilleux). Il se passionne aussi pour la découverte de nouvelles nuances dans le répertoire lyrique de Mozart, Puccini, Strauss ou encore Bernstein. Ancien directeur artistique de l'Opéra d'Israël et du Théâtre de Saint-Gall, il dirige des productions dans des institutions culturelles telles que l'opéra lyrique de Boston, l'Opéra d'Edmonton, la Juilliard School, le Curtis Institute de Philadelphie, le Théâtre de Drottningholm et l'Opéra Royal du Danemark. Il travaille régulièrement à l'international avec des orchestres tels que le NDR Hannover, l'Orchestre philharmonique de Hong Kong, l'Orchestre symphonique de Guangzhou, l'orchestre symphonique de Shanghai, le Wiener Sinfoniker, le Swedish Chamber Orchestra, l'Orchestre Philharmonique de Chine, le Sydney Symphony ou encore le Concerto Köln, ainsi qu'en France avec l'Orchestre Philharmonique de Marseille et l'Orchestre de l'Opéra de Rouen.

### Direction artistique
Engagé dans le repérage des jeunes instrumentistes, il co-préside également le jury du Concours International de violon Isaac Stern de Shanghai. Investi dans la création contemporaine, David Stern a créé Enemies, a Love Story de Ben Moore à Palm Beach et à Louisville, The Rococo Machine de Jan Sandström pour le 250e anniversaire du Théâtre de Drottningholm, The child dreams de Gil Shohat à l'Opéra d'Israël et avec Opera Fuoco, Cosi Fanciulli de Nicolas Bacri sur un livret d'Éric-Emmanuel Schmitt.

### Opera Fuoco
Cette section est promotionnelle ou publicitaire (septembre 2020). Considérez son contenu avec précaution et/ou discutez-en.
En 2003, David Stern crée Opera Fuoco avec la violoniste Katharina Wolff. Poursuivant son engagement dans l'intégration professionnelle des jeunes chanteurs, l'atelier lyrique d'Opera Fuoco est au cœur du projet de la compagnie. Depuis 2008, il a offert à trois générations de jeunes chanteurs leur première opportunité scénique, parmi lesquels on retiendra Lea Desandre, Chantal Santon, Artavazd Sargsyan, Sarah Hershkowitz, Vannina Santoni et Clémentine Margaine. Avec Opera Fuoco, il se produit dans de nombreux lieux et festivals en France, en Europe (Vienne, Londres, Amsterdam, Bonn, Leipzig, Luzern) et en Asie (Shanghai).
David Stern est actuellement directeur artistique de la compagnie lyrique Opera Fuoco et du Festival Baroque de Shanghai. Il est le principal chef d'orchestre de l'Opéra de Palm Beach.